# Cá mè hôi
Osteochilus melanopleurus (danh pháp hai phần: Osteochilus melanopleurus) là một loài cá thuộc chi Cá mè phương nam trong họ Cá chép. Loài cá này phân bố tại lưu vực sông Mê Kông và Chao Phraya, bán đảo Mã Lai, Sumatra và Borneo.

## Hình ảnh

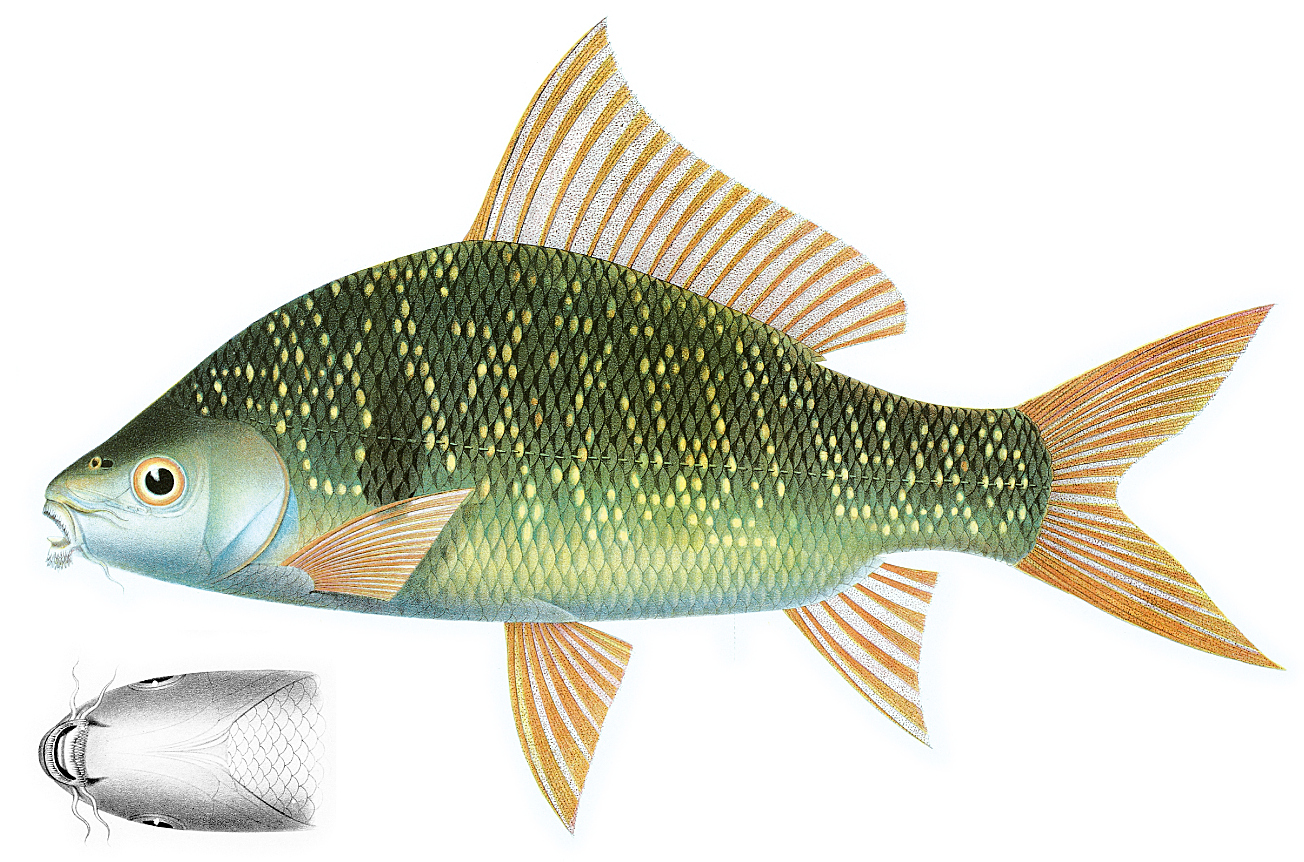